# Teatro Estatal (Praga)
El Teatro Estatal de Praga (en checo: Stavovské divadlo) es el teatro ubicado en la capital de la República Checa, Praga, cerca al Ovocný trh (Mercado de Frutas). 
En este teatro Wolfgang Amadeus Mozart dirigió el estreno mundial de su ópera Don Giovanni en 1787.

## Historia

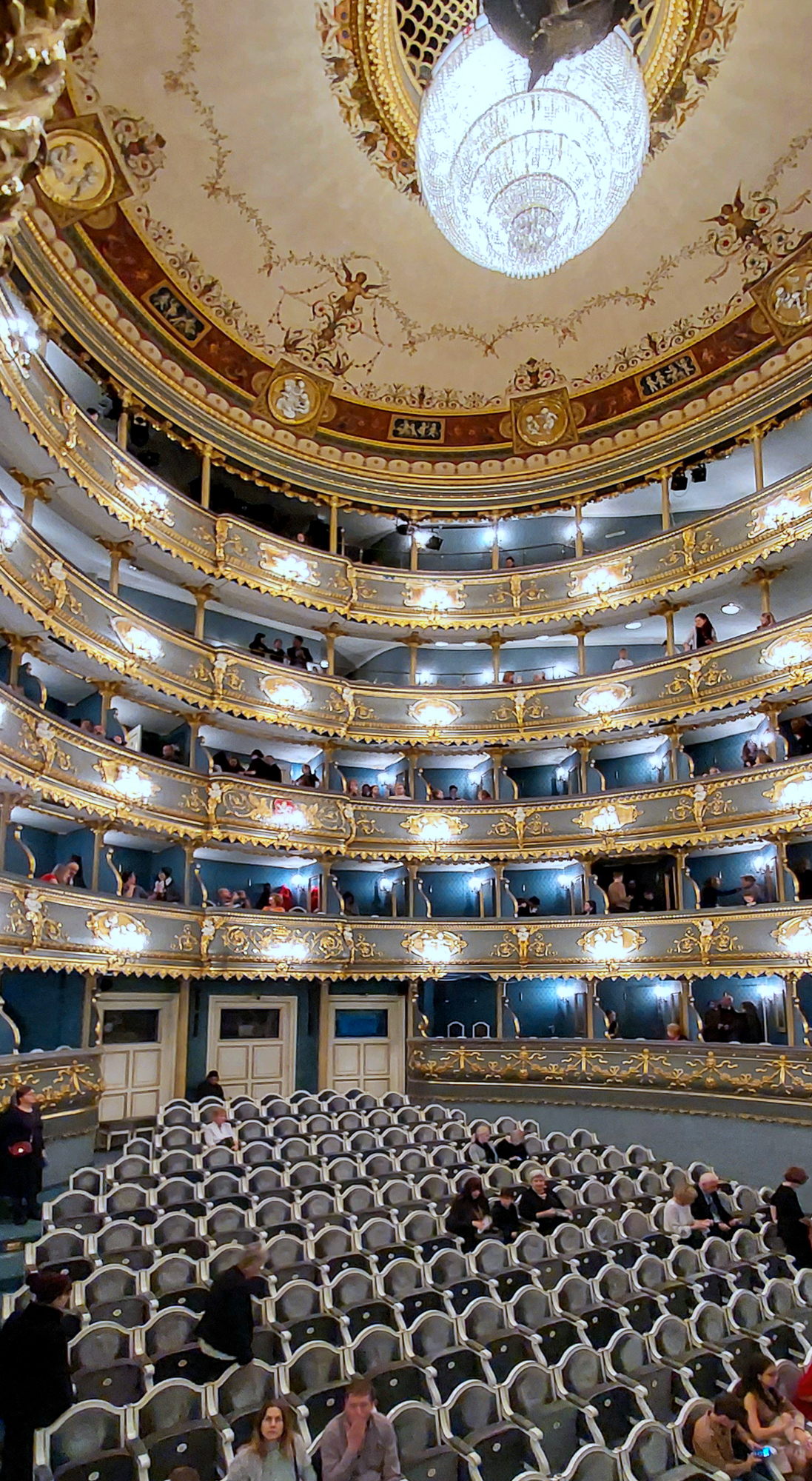
Interior del auditorio.

El edificio fue construido entre 1781 y 1783 por orden de Franz Anton conde de Nostitz-Rieneck. Fue inaugurado en 1783 con una presentación de Emilia Galotti de Gotthold Ephraim Lessing. También es conocido como Teatro Nacional Graeflich Nostitz (Hraběcí Nosticovo národní divadlo) por el nombre de su arquitecto. 
El Böhmischen Stände (el parlamento de los propietarios de tierras) compraron el edificio en 1798 y lo llamaron en adelante Královské Stavovské Divadlo (Teatro de Condición Real). En 1859 se le construyó un piso más. A partir de 1862 fue usado exclusivamente para las representaciones en alemán y por lo tanto fue renombrado como Teatro Real Alemán (Königlich Deutsches Stadttheater).

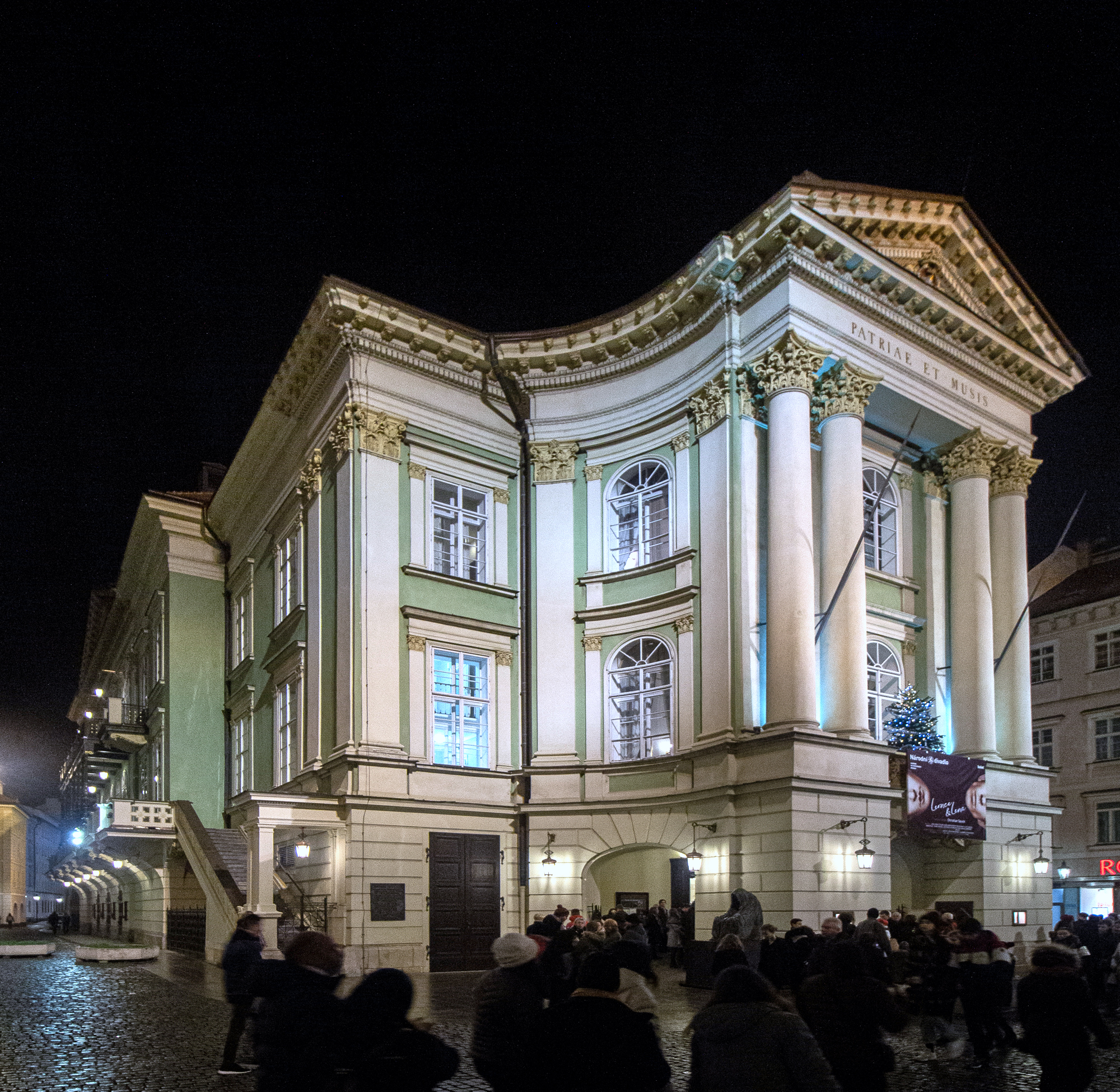
Teatro Estatal de Praga.

En 1920 fue rediseñado y retomó su antiguo nombre Stavovské Divadlo (Teatro Estatal) y funcionó principalmente como sala para las representaciones teatrales en checo de los elencos del Teatro Nacional de Praga (Národní divadlo). Desde 1949 era conocido como hasta 1990 Tylovo divadlo, para volver a llamarse nuevamente Stavovské Divadlo. 
El edificio fue restaurado entre 1982 y 1990. El teatro es usado para las presentaciones de ballet y teatro del Teatro Nacional (Národní divadlo). Tradicionalmente - en recuerdo de los estrenos - también se presentan óperas de Wolgang Amadeus Mozart. Desde su renovación, el teatro tiene 664 asientos y de 20 a 40 plazas de pie.

## Estrenos
- Wolfgang Amadeus Mozart: Don Giovanni (29 de octubre de 1787)
- Wolfgang Amadeus Mozart: La clemenza di Tito (6 de septiembre de 1791)
- Louis Spohr: Faust (1 de septiembre de 1816)

## Literatura
- Zdenka Benesová: Das Ständetheater Prag. Geschichte und Gegenwart. Národní Divadlo, Praga 2000, ISBN 80-902183-8-5.
- Harald Salfellner: Mozart und Prag. Vitalis, Praga 2006, ISBN 3-89919-076-9.